# 苏卢考特
苏卢考特（Sioux Lookout）是加拿大安大略省西北部的一个小镇。位于雷桑德贝西北約350 km（220 mi），人口 5,272 人，海拔390米（1,280英尺） ，面积为536 km2（207 sq mi） , 其中157 km2（61 sq mi） 是湖泊和湿地。苏卢考特属于温带大陆性湿润气候，冬季漫长而寒冷，夏季短暂並且算不上太炎熱。